# Araja Szelasszié tigréi király
Araja Szelasszié (1867. szeptember előtt – Mek’ele, 1888. június 10.), amharául: አርአያ ሥላሴ (Araya Selassie), Etiópia trónörököse, Tigré királya. Aszkala Mariam soai hercegnő, 1916-tól I. Zauditu néven etióp császárnő első férje. A Salamon-dinasztia tagja.

## Élete

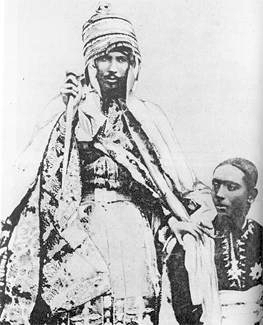
Araja Szelasszié az apjával, IV. Johannész császárral

Apja IV. Johannész (Kasza Mircsa) etióp császár (1837–1889), anyja Tebaba Szelasszié, egy afar muszlim úrnő, aki a keresztény hitre tért, mikor 1866 körül hozzáment Araja Szelasszié apjához.
1882 októberében apja kinevezte Tigré királyává (négus), és október 24-én feleségül vette Aszkala Mariam soai hercegnőt (1916-tól I. Zauditu néven etióp császárnő), Szahle Mariam soai király (1889-től II. Menelik néven etióp császár) lányát.
Araja Szelasszié 1884 júniusában Etiópia trónörököse is lett, azonban hat év múlva, 1888. június 10-én, még apja életében meghalt. Zauditu ekkor is még csak 12 éves volt. A házasság éppen ezért gyermektelen maradt. A rendezetlen trónöröklés miatt a viszony ekkor a császár és Soa királya között megromlott. IV. János császár ekkor visszaküldte apjához a megözvegyült menyét, de IV. Johannész császár a haláláig erős befolyással bírt Zauditura.
Menelik fellázadt IV. Johannész császár ellen, aki 1889. március 9-én halálosan megsebesült a mahdistákkal vívott csatában.
Araja Szelasszié királynak Szendek (Emet Negeszt) úrnővel folytatott házasságon kívüli kapcsolatából született egy fia, Gugsza (1886–1932), aki még csak hároméves volt ekkor, de a császár nem ismerte el utódjául, viszont a halálos ágyán a hivatalosan eddig az öccse fiaként számon tartott Mengasa (1865–1906) herceget elismerte vér szerinti fiaként, aki a sógornőjével folytatott viszonyból született, és őt kívánta császárnak jelölni, míg mások az unokának, Araja Szelasszié fattyú fiának, Rasz Gugszának a jelöltségét támogatták. A trónöröklésben való egyet nem értés Zauditu apjának kedvezett, így lett II. Menelik néven Etiópia császára.

## Gyermeke
- Feleségétől, Aszkala Mariam (1876–1930) soai hercegnőtől, 1916-tól I. Zauditu néven etióp császárnőtől, nem születtek gyermekei:
- Házasságon kívüli kapcsolatából Szendek (Emet Negeszt) úrnőtől, aki Volde Tiatosz és Gelebe úrnő lányaként Klaudiosz (Galavdevosz) etióp császár unokahúgának a leszármazottja volt, 1 fiú:
  - Gugsza (1886–1932), Tigré hercege, 1. felesége N. N., 1 fiú, 2. felesége Yesas Vork (1902–1979) hercegnő, Hailé Szelasszié etióp császár unokahúga, 1 leány